# Melodi Grand Prix 2016
La cinquantaquattresima edizione del Melodi Grand Prix si è tenuta il 27 febbraio 2016 presso l'Oslo Spektrum di Oslo, ed ha decretato il rappresentante della Norvegia all'Eurovision Song Contest 2016.
La vincitrice della manifestazione è stata la cantante Agnete Johnsen con il singolo Icebreaker.

## Organizzazione
NRK ha annunciato la partecipazione all'Eurovision Song Contest 2016 il 27 maggio 2015, ed ha rivelato i dettagli riguardanti la selezione nazionale il 22 giugno.
La 54ª edizione è andata in onda su NRK1 per la televisione, NRKP1 per la radio e sul sito ufficiale dell'Eurovision Song Contest. Un totale di circa 1 313 000 di persone ha visto la finale in Norvegia, con uno share del 71,1%, diventando così l'edizione del Melodi Grand Prix più seguita dal 2010.

## Partecipanti
| Artista                         | Titolo        | Lingua  | Compositori                                                                    |
| ------------------------------- | ------------- | ------- | ------------------------------------------------------------------------------ |
| Agnete                          | Icebreaker    | Inglese | Agnete Johnsen, Gabriel Alares e Ian Curnow                                    |
| Elouiz                          | History       | Inglese | André Lindahl, Jeanette Olsson e Michael Jay                                   |
| Freddy Kalas                    | Feel Da Rush  | Inglese | Fredrik Auke, Simen Auke, Mikkel Christiansen, Trond Opsahl e Christoffer Huse |
| Laila Samuels                   | Afterglow     | Inglese | Laila Samuelsen, The Beatgees e Jan Weigel                                     |
| Makeda                          | Stand Up      | Inglese | Danne Attlerud, Michael Clauss e Thomas Thörnholm                              |
| Pegasus                         | Anyway        | Inglese | Tommy Nilsen, Ronny Nilsen                                                     |
| Stage Dolls                     | Into the Fire | Inglese | Torstein Flakne, Anne Judith Wik, Mark Spiro e Hallgeir Rustan                 |
| Stine Hole Ulla                 | Traces        | Inglese | Stine Hole Ulla, Ingrid Skretting e Trude Kristin Klæboe                       |
| Suite 16                        | Anna Lee      | Inglese | David Bjoerk, Andreas Moe, David Eriksen e Alexander Austheim                  |
| The Hungry Hearts & Lisa Dillan | Laika         | Inglese | Tonje Gjevjon                                                                  |

## Finale
La finale si è svolta il 27 febbraio 2016 e ha decretato i 4 artisti che avrebbero avuto accesso alla finale d'oro.
| #  | Artista                         | Titolo        |
| -- | ------------------------------- | ------------- |
| 1  | The Hungry Hearts & Lisa Dillan | Laika         |
| 2  | Stage Dolls                     | Into the Fire |
| 3  | Stine Hole Ulla                 | Traces        |
| 4  | Makeda                          | Stand Up      |
| 5  | Pegasus                         | Anyway        |
| 6  | Freddy Kalas                    | Feel Da Rush  |
| 7  | Laila Samuels                   | Afterglow     |
| 8  | Elouiz                          | History       |
| 9  | Suite 16                        | Anna Lee      |
| 10 | Agnete                          | Icebreaker    |

## Finale d'oro
| # | Artista       | Titolo       | Punteggio | Punteggio  | Punteggio  | Punteggio | Punteggio  | Punteggio | Posizione |
| # | Artista       | Titolo       | Østlandet | Nord-Norge | Midt-Norge | Sørlandet | Vestlandet | Totale    | Posizione |
| - | ------------- | ------------ | --------- | ---------- | ---------- | --------- | ---------- | --------- | --------- |
| 1 | Laila Samuels | Afterglow    | 25 374    | 4 851      | 6 479      | 5 937     | 6 224      | 48 865    | 4         |
| 2 | Suite 16      | Anna Lee     | 31 003    | 5 548      | 6 667      | 4 881     | 8 572      | 56 671    | 3         |
| 3 | Agnete        | Icebreaker   | 67 334    | 51 097     | 14 898     | 14 825    | 18 574     | 166 728   | 1         |
| 4 | Freddy Kalas  | Feel Da Rush | 48 154    | 11 616     | 8 562      | 8 998     | 10 798     | 88 128    | 2         |

## All'Eurovision
La Norvegia si è esibita 15ª nella seconda semifinale, ottenendo 63 punti e piazzandosi al 13º posto, non accedendo alla finale.